# 정적 변수
컴퓨터 프로그래밍에서 정적 변수(靜的變數, static variable)는 정적으로 할당되는 변수이며, 프로그램 실행 전반에 걸쳐 변수의 수명이 유지된다.
기억 장소가 콜 스택에서 할당 및 할당 해제되는, 수명이 더 짧은 자동 변수(지역 변수가 일반적으로 자동임)와는 반대되는 개념이다. 즉, 기억 장소가 힙 메모리에 동적 할당되는 객체와 반의어이다. 정적 메모리 할당은 일반적으로 관련 프로그램을 실행하기 앞서 컴파일 시간에 메모리를 할당하는 것을 일컬으며 이는 메모리가 런타임 중에 필요할 때 할당되는 동적 메모리 할당이나 자동 메모리 할당과는 다르다.
C 및 관련 언어에서는 정적 변수와 기타 개념들 모두 static 키워드가 사용된다.

## 범위

### 예
아래는 C에서의 정적 지역 변수의 예이다.
```
#include
 
<stdio.h>

void
 
func
()
 
{

	
static
 
int
 
x
 
=
 
0
;

	
/* x는 func()가 5번 호출될 동안 단 한번 초기화되었고,

	변수는 함수가 호출되는 동안 총 5번 증가한다.

	x의 최종적인 값은 5이다. */

	
x
++
;

	
printf
(
"%d
\n
"
,
 
x
);
 
// x 값을 출력한다

}

int
 
main
()
 
{
 
// main 안의 int argc, char *argv[]는 특정 프로그램에서는 선택 사항이다

	
func
();
 
// 출력: 1

	
func
();
 
// 출력: 2

	
func
();
 
// 출력: 3

	
func
();
 
// 출력: 4

	
func
();
 
// 출력: 5

	
return
 
0
;

}

```

## 같이 보기
- 전역 변수